# Eunidia bella
Eunidia bella là một loài bọ cánh cứng trong họ Cerambycidae.